# Рантасалми
Ра́нтасалми (фин. Rantasalmi) — коммуна в провинции Южное Саво Финляндии. На территории коммуны находится часть национального парка Линнансаари.
Расстояние от Рантасалми до Хельсинки — 300 км, до Савонлинны, как и до Варкауса — 44 км.

## История
Коммуна основана в 1578 году. В 1781 году в Рантасалми была перенесена из Куопио первая кадетская школа Финляндии, основанная в 1779 году. До 1819 года в кадетской школе было обучено 210 офицеров из Саво и Карелии.
До Фридрихсгамского мирного договора (1809 год) граница России проходила по Рантасалми.

## География
40 % от территории коммуны составляет вода. На севере находится озеро Хайкивеси, относящиеся к Сайменской системе озёр.

## Спорт
В городе находится водно-оздоровительный центр «Мир саун». Из Поросалми (в 6 км от Рантасалми) в Орави отходит природная ледовая трасса, протяжённостью 35 км.

## Известные горожане
- Элиэль Сааринен — финский архитектор.
- Яркко Иммонен — профессиональный финский хоккеист.